# Вомиторий
Вомиторий (на старогръцки: vomitorium) е проход, разположен под или зад редовете с места в амфитеатър или стадион, чрез които тълпи от хора излизат бързо в края на представлението. Те могат да бъдат вход и/или изход за участниците при влизане или напускане на сцената.

## Неправилно тълкуване
Често срещано е погрешното схващане, че древните римляни използват вомиториите за повръщане като част от цикъла на пречистване.
Според Цицерон Юлий Цезар е успял да избегне опит за убийство, защото се чувства зле след вечеря и вместо да отиде до тоалетна, където неговите убийци го чакат, той отива в спалнята си. Това може да е произходът на схващането, тъй като терминът вомиторий започва да се среща чак през IV век, около 400 години след смъртта на Цезар и Цицерон.
Други източници твърдят, че Олдъс Хъксли е първият, който използва неправилно тълкуване в книгата си „Antic Hay“.